# Azimutmessung
Der Begriff Azimutmessung umfasst die astrogeodätischen Methoden zur absoluten Richtungsbestimmung auf Vermessungspunkten. Sie werden vorgenommen durch Winkelmessung zwischen einem Gestirn und einem gut markierten terrestrischen Ziel- oder Hochpunkt, wofür man im Allgemeinen einen Theodolit verwendet.
Wegen der scheinbaren Bewegung des Gestirns am Himmel ist beim Anzielen desselben auch eine genaue Zeitmessung vorzunehmen, und zur Berechnung sind die  Koordinaten des Standpunkts erforderlich.
Statt der Messung von Winkeln können auch  Sterndurchgänge in der Vertikalebene des Zielpunktes beobachtet werden, beispielsweise mit einem Passageninstrument.
Die erhaltenen Azimute beziehen sich auf die astronomische Nordrichtung und sind damit absolute Richtungen. Gemeinsam mit den Kreiselazimuten, die mit Vermessungskreiseln gemessen werden, werden sie deshalb auch als absolute Orientierungsmethoden bezeichnet.
Die wichtigsten Verfahren sind
1. das Sonnenazimut (Winkelmessung zwischen Sonnenmitte und Zielpunkt)
2. das Polaris-Azimut (Winkelmessung mit dem Polarstern)
3. die Embacher-Methode (Sternbeobachtung in der größten Digression)
4. die Niethammer-Methode (Durchgänge von Sternpaaren im Vertikal des Zielpunktes)
5. die Zirkummeridian-Methode.

Sonnenazimute sind rasch und bei Tage möglich, aber nur mäßig genau (je nach Aufwand 2–10"). Die anderen Methoden können etwa 0,1 bis 1" erreichen, bei (3) wird gleichzeitig die geografische Breite bestimmt, bei (4) evtl. auch die geografische Länge oder die Sternzeit.
Wichtige Anwendungen der Verfahren sind
- die genaue Orientierung von Vermessungsnetzen oder Polygonzügen nach Nord
- die Überwachung langsamer Erdkrustenbewegungen
- die Bestimmung von Laplace-Azimuten für die Landesvermessung
- Alternative für die Ost-West-Komponente der Lotabweichung.